# Ronald Ayazo
Ronald Ayazo (Montería, 7 de diciembre de 1944) es un actor de teatro, televisión, docente y músico colombiano. Es reconocido por ser de los primeros actores de producciones nacionales.

## Filmografía

### Televisión
- Secretos de familia (2010)
- Sin senos no hay paraíso (2009)
- La dama de Troya (2008)
- La saga, negocio de familia (2004)
- Lazos mortales (1994)
- La rebelión de las ratas (1990)
- Flor de Invierno (1988)
- Destino (1987)
- Los Cuervos (1986)
- El Faraón (1984)
- Federico Barba Azul (1984)
- La pezuña del diablo (1983)
- Los premios (1983)
- El hombre de negro (1982)
- Hato Canaguay (1981)
- El Virrey Solís (1981)
- La tregua (1980)
- El cazador nocturno (1980)
- La Casa de piedra (1979)
- El caballero de Rauzán (1978)
- Un largo camino (1977)
- Vendaval (1974)